# 819
Cette page concerne l'année 819  du calendrier julien. Pour l'année 819 av. J.-C., voir 819 av. J.-C.
L'année 819 est une année commune qui commence un samedi.

## Événements

### Asie
- 9 février : l'empereur Tang de Chine Xianzong reçoit en grande pompe des reliques du Bouddha dans l'enceinte du palais impérial de Chang'an. Le fonctionnaire confucéen Han Yu, qui a critiqué la présentation publique des reliques, est exilé[1].
- Mai : au Japon, le moine Kūkai consacre un ermitage qu'il a fondé au sud-est de Kyōto, sur le mont Kōyasan[2]. Il attire de nombreux nobles par sa doctrine. On lui attribue la rédaction du plus ancien dictionnaire japonais.
- 10 août : Al-Ma’mūn entre dans Bagdad et reprend le titre de calife[3].

- Le calife Al-Ma’mūn, pour les récompenser de leur loyauté, nomme Nuh, Ahmad, Yahya, et Elyas, les quatre petits-fils de Saman Khoda, gouverneurs de Samarcande, Ferghana, Shash, Ustrushana et Hérat. C'est le début du pouvoir des Samanides en Transoxiane[4].

### Europe
- 2 février[5] : Louis le Pieux, empereur d'Occident, épouse en secondes noces Judith de Bavière, future mère de Charles le Chauve[6].
- Juillet : assemblée générale de l'Empire carolingien à Ingelheim. Nominoë est nommé comte de Vannes après la mort de Morvan, vaincu par les troupes franques[7].

- Révolte des Croates de Ljudevit Posavski contre les Carolingiens (819-823), écrasée par l’empereur Louis le Pieux. Ljudevit Posavski réunit de nombreux chefs slaves de Posavina (entre Save et Drave) qui dénoncent la cruauté du comte Cadaloch dont ils dépendent. Ils gagnent à leur cause les Slaves de Carantanie, la Pannonie et même les Serbes. Entre 819 et 822, les Francs envoient plusieurs expéditions, qui ravagent le pays. Après la répression, des comtes bavarois gouverneront la Carantanie à la place des ducs slaves[8].
- Les ducs de Vasconie Loup Centulle et Garcia (Ier) Semen de Vasconie se révoltent contre Pépin Ier d'Aquitaine, mais sont vaincus. Garcia est tué tandis que Loup est exilé[9].

## Décès en 819
- Áed Oirdnide mac Neill, Haut-roi d'Irlande
- Hicham ibn al-Kalbi, historien arabe
- Liu Zongyuan, écrivain chinois
- Garcia (Ier) Semen de Vasconie